# Villa Medicea di Camugliano

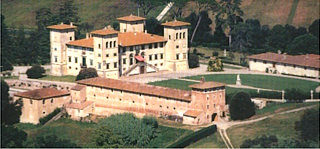
Vue générale

La Villa medicea di Camugliano ou Villa Niccolini est une villa médicéenne qui se situe à l'est de Ponsacco en province de Pise, près d'un bourg d'origine médiévale, Camugliano.

## Histoire
La région, à la base d'une zone collinaire entre les vallées de l'Era et de la Cascina, fut choisie par le premier duc de Florence Alexandre de Médicis pour réaliser une grandiose demeure agricole. La zone avait même un rôle stratégique pour les intérêts des Médicis qui se tournaient de plus en plus vers la plaine pisane, avec une politique d'expansion vers la mer qui fut suivie ensuite par tous les grands-ducs de Toscane.
Dans la seconde moitié du Cinquecento Cosme offrit la villa de Camugliano à Giuliano Gondi pour services rendus à la maison de Médicis.
Ensuite elle fut cédée à Matteo Botti et après qu'il a été investi du titre de marquis de Campiglia d'Orcia par Cosme II de Médicis, la rendit au grand-duché, par un acte daté du 25 décembre 1615.
Les 23 septembre 1637, les Médicis en la personne du grand-duc Ferdinand II de Médicis renonce définitivement à la villa et au domaine de Camugliano, en la vendant au sénateur Filippo Niccolini, qui en même temps fut nommé marquis de Camugliano et de Ponsacco.
La famille Niccolini fit apporter quelques modifications à la structure originale, comme le perron à double rampe qui raccorde la façade et à la loggetta d'entrée au premier étage. Ensuite la logetta fut fermée par des verrières, pendant que le parc environnant était arrangée à la mode dominante du jardin à l'anglaise. Devant la villa fut créée une massif elliptique agrémenté de bustes en marbre, encore visible aujourd'hui.

## Sources
- (it) Cet article est partiellement ou en totalité issu de l’article de Wikipédia en italien intitulé « Villa Niccolini (Camugliano) » (voir la liste des auteurs).